# T1 (리그 오브 레전드)
T1은 대한민국의 리그 오브 레전드 프로게임단이다. 종합 e스포츠팀인 T1의 산하팀 중 하나이며 현재 LCK에 참여하는 10개 구단 중 하나이다.

## 역사

### 형제팀 시절 (2013~2014)
2012년 12월 13일, 프로게임단 SK텔레콤 T1이 리그 오브 레전드 프로게임단 창단을 선언하면서 창단되었다. 창단 당시 Reapered 복한규, HORO 조재환 등이 로스터에 합류했다. 한편 이와 동시에 형제팀의 창단을 준비하기 시작했으며 새로 합류를 한 김정균이 선발을 하였으며 Impact 정언영 선수와 Faker 이상혁 선수 등이 팀에 합류했다. 스프링 시즌 1팀은 8강에서 CJ 엔투스 블레이즈에 3-0으로 패배해 탈락했으며 2팀은 CJ 엔투스 프로스트를 상대로 3·4위전에서 승리를 거두면서 3위를 차지했다. 스프링 시즌 이후 1팀은 HORO 조재환 선수 이외의 다른 선수들과 계약을 종료하고 팀을 개편하기로 결정했으며 1팀에게 주어진 시드권을 포기하기로 결정했다. 또한 차기 시즌인 서머 시즌에는 2팀만이 참여하게 되었다. 이에 서머 시즌에는 2팀이 SK텔레콤 T1이라는 단일 팀명으로 참가했고 서머 시즌 챔피언스 우승을 달성했다. 이어 선발전을 통해 리그 오브 레전드 월드 챔피언십 진출권을 획득했으며 나진 블랙 소드, 로얄 클럽 등을 차례로 격파하고 월드 챔피언십 시즌 3 우승을 차지했다.
2013-14 윈터 시즌을 앞두고 Faker 이상혁이 속한 기존 팀을 SK텔레콤 T1 K로, 새로 참가하는 형제팀을 SK텔레콤 T1 S로 명명하였다. SK텔레콤 T1 S에는 Marin 장경환, Bang 배준식, Wolf 이재완 선수 등이 합류했다. 윈터 시즌 S팀은 챔피언스 16강, NLB 12강에 머물렀으며 K팀은 전승우승을 달성하면서 통산 2번째 챔피언스 우승을 달성했다. 하지만 스프링 시즌에는 두 팀이 모두 NLB로 내려갔으며 서머 시즌에는 S팀은 챔피언스 4위, K팀은 챔피언스 8강에서 탈락했으나 NLB에서 우승을 차지했다. 하지만 K팀만이 진출했던 월즈 선발전에서 나진 화이트 실드에 패배하면서 월드 챔피언십 진출에는 실패했다.

### SK텔레콤 T1의 황금기 (2015~2017)
2015시즌을 앞두고 라이엇 게임즈의 1구단 1팀 정책으로 인해서 두 형제팀이 하나로 합쳐지게 되었다. 이에 단일팀 주전 라인업으로 Marin 장경환, Bengi 배성웅, Faker 이상혁, Bang 배준식, Wolf 이재완이 확정되었다. 한편 S팀의 주전 미드라이너였던 Easyhoon 이지훈 선수는 식스맨으로 팀에 잔류했다. 스프링 정규 시즌 2위로 마감하면서 플레이오프에 진출했으며 플레이오프에서 CJ 엔투스를 상대로 패패승승승으로 역스윕을 달성하면서 결승전에 진출했다. 결승전에서도 GE 타이거즈를 상대로 3-0으로 승리를 거두면서 스프링 시즌 LCK 우승을 달성했다. 스프링 시즌 우승으로 MSI에 출전했으나 결승에서 에드워드 게이밍에 2-3으로 패배하면서 준우승을 거두었다. 한편 서머 시즌에는 정규 시즌을 17승 1패로 마무리했으며 결승전에서도 KT 롤스터를 상대로 3-0으로 승리하면서 우승을 달성했다. 리그 오브 레전드 월드 챔피언십 2015에선 조별리그를 6승 0패로 뚫었으며 8강에서 만난 AHQ를 상대로 3-0, 4강에서 오리진을 상대로 3-0을 달성하는 등 압도적인 퍼포먼스를 보였으며 결승에서 만난 KOO 타이거즈를 상대로 3-1로 승리를 거두면서 통산 2번째 월드 챔피언십 우승을 달성했다.
2016시즌을 앞두고 Tom 임재현과 Easyhoon 이지훈, Marin 장경환과의 계약이 종료되었다. 이어 나진에서 활동했던 Duke 이호성을 주전 탑 라이너로 영입했으며 중국 2부리그에서 활동하던 Blank 강선구를 서브 정글러로 영입했다. 스프링 정규시즌 3위를 기록했으나 준플레이오프에서 진에어 그린윙스를, 플레이오프에서 KT 롤스터를 이기고 결승에 진출했다. 결승전에서는 락스 타이거즈에 3-1로 승리를 거두면서 스프링 시즌 우승을 달성했다. 또한 스프링 시즌 중간에 치러진 IEM에서도 프나틱을 꺾고 우승을 차지했다. 스프링 시즌 우승을 통해 MSI에 진출했으며 MSI 그룹 스테이지에서는 4위에 머물렀으나 4강에서 로얄 네버 기브업을 상대로 3-1로 승리해 결승에 진출하고 결승전에서 카운터 로직 게이밍에 3-0 승리를 거두면서 MSI 우승을 차지했다. 한편 서머 시즌에서는 정규 시즌에서 2위를 차지했고 플레이오프에서 KT 롤스터에게 패배하면서 최종 순위 3위를 거두었다. 한편 서머 시즌 락스 타이거즈가 우승하면서 월즈에 직행하게 되었다. 월드 챔피언십에서는 조별리그를 5승 1패로 통과했으며 8강에서 만난 RNG를 상대로 3-1로 승리를 거두면서 4강에 진출했다. 4강 상대는 지난해 대회 결승에서 붙었던 락스 타이거즈였으며 풀세트까지 가는 접전 끝에 3-2로 승리를 거두고 결승전에 진출했다. 결승전 상대는 삼성 갤럭시였으며 3-2로 승리를 거두면서 팀통산 3번째 월드 챔피언십 우승을 거머쥐게 되었다.
2017시즌을 앞두고 Duke 이호성 선수와 Bengi 배성웅 선수가 팀을 떠났으며 락스 타이거즈의 주전 정글러였던 Peanut 한왕호 선수와 유럽 무대에서 활동했던 Huni 허승훈 선수가 영입되었다. 스프링 시즌 16승 2패를 기록하면서 정규리그를 1위로 마쳤으며 결승전에서 KT 롤스터를 상대로 3-0으로 승리해 우승을 달성하면서 통산 6번째 LCK 우승을 달성했다. 스프링 시즌 우승으로 참가한 MSI에서도 그룹 스테이지를 8승 2패 1위로 통과했으며 4강에서 플래시 울브즈를 상대로 3-0으로 승리를 거두고 결승전에서 G2 e스포츠를 상대로 3-1로 승리를 거두면서 통산 2번째 MSI 우승을 달성했다. 서머 시즌 정규리그에서는 11승 5패를 기록하면서 4위를 차지했으며 서머 시즌 중반에 치러졌던 리프트 라이벌즈에서는 LCK 대표 팀 중 하나로 참가해 준우승을 기록했다. 한편 서머 시즌 포스트시즌에서는 와일드카드에서 시작했지만 아프리카 프릭스, 삼성 갤럭시, KT 롤스터를 모두 이기고 결승에 오르는 파란을 일으켰다. 하지만 결승전에서 롱주 게이밍에 1-3으로 패배하면서 준우승에 머물렀다. 2017년 월즈에 자동으로 진출했으며 조별리그를 5승 1패로 마무리하면서 8강에 진출했으며 8강에서 만난 유럽에 미스핏츠 게이밍과의 경기에서 풀세트까지가는 접전 끝에 3-2으로 승리하면서 4강전에 진출했다. 4강에서 만난 RNG와의 경기에서도 풀세트까지 경기를 펼쳤으며 갈리오를 5세트 연속으로 사용한 페이커의 활약에 힘입어 3-2로 RNG를 잡고 결승전에 진출했다. 결승전에서는 지난 해에 이어서 삼성 갤럭시를 만났지만 0-3으로 패배하면서 준우승에 머물렀다.

### 부진에 빠진 SKT (2018)
2018시즌을 앞두고 주전 정글러였던 Peanut 한왕호 선수가 킹존 드래곤 X로 이적했으며 Huni 허승훈 선수가 미국으로 이적했다. 한편 연습생인 Effort 이상호 선수가 정식 계약을 맺었으며 Thal 박권혁과 Blossom 박범찬 선수가 입단했다. 스프링 시즌 초반 9위까지 내려면서 부진에 빠졌으나 2라운드를 앞두고 반등하면서 4위로 포스트시즌에 진출했다. 와일드카드전에서 KSV e스포츠를 상대로 2-1로 승리를 거두었으나 PO 1라운드 KT 롤스터와의 경기에서 1-3로 패배하면서 탈락했다. 서머 시즌에서도 개막 4연패에 빠지면서 부진한 시작을 했으며 시즌 중반 4연승을 달리기도 했으나 최종 성적 8승 10패를 기록하면서 포스트시즌에 진출하지 못하고 탈락했다. 이어진 월즈 선발전에서도 1라운드 Gen.G와의 경기에서 2-3으로 패배하면서 월즈 진출에 실패했다.

### 드림팀 SKT (2019)
2019시즌을 앞두고 Faker 이상혁, Leo 한겨레, Effort 이상호를 제외한 모든 선수와 계약을 종료했으며 주전 탑 라이너로 Khan 김동하를, 정글러로 Clid 김태민, 주전 원딜러로 Teddy 박진성을 영입했다. 또한 Mata 조세형, Haru 강민승의 영입도 완료했다. 이러한 스토브리그 활동으로 인해 2019시즌의 SK텔레콤 T1은 드림팀이라는 별칭으로 불렸다. 스프링 시즌 정규리그에서 14승 4패를 기록했으며 플레이오프 2라운드에서 킹존 드래곤 X를 3-0으로 제압하고 결승에 올랐다. 결승 상대는 그리핀이었으며 그리핀을 3-0으로 제압하고 통산 7번째 우승을 거머쥐었다. 스프링 시즌 우승으로 MSI에 참가했으며 조별리그에서 G2와의 2번의 대결을 모두 패배하고 IG에 16분 1초만에 패배하는 등 흔들리는 모습도 있었으나 최종 7승 3패를 기록하면서 4강에 진출했다. 하지만 4강전에서 다시 만난 G2에 2-3으로 패배하면서 탈락했다. 서머 시즌에는 초반 5연패에 빠지면서 9위까지 추락하기도 했었다. 하지만 이후 9연승을 달리면서 2위까지 순위를 끌어올렸고 최종 11승 7패를 기록하면서 4위로 정규시즌을 마무리했다. 포스트시즌에서도 아프리카 프릭스, 샌드박스 게이밍, 담원 게이밍을 차례대로 도장깨기를 시전하면서 결승에 진출했으며 스프링 시즌에 이어서 다시 만난 그리핀을 상대로 3-1 승리를 거두면서 통산 8번째 LCK 우승을 달성했다. 월드 챔피언십에서는 1시드를 받아서 출전을 하게 되었으며 조별리그를 5승 1패로 마무리하면서 8강에 진출했다. 8강전에서 유럽의 스플라이스를 상대로 3-1로 승리를 하면서 LCK 팀 중 유일하게 4강에 진출했으나 G2에게 1-3으로 패배하면서 4강에서 탈락했다.

### 김정수 감독 시절 (2020)
2020시즌을 앞두고 팀명을 T1으로 변경되었으며 김정균 감독과 결별하고 김정수를 새 감독으로 선임했다. 이후 Clid 김태민, Mata 조세형, Khan 김동하 선수 등과 결별했다. 한편 Cuzz 문우찬 선수를 킹존에서 영입하였고 주전 탑라이너로 연습생 출신인 Canna 김창동 선수를 콜업했다. 스프링 시즌 14승 4패를 기록하면서 2위를 차지했으며 플레이오프 2라운드에서 DRX를 상대로 3-1 승리를 거두면서 결승전에 진출했다. 결승전에서 Gen.G를 상대로 3-0 승리를 기록하면서 통산 9번째 우승을 달성했다. 코로나19 범유행으로 인해 MSI가 취소되었지만 대체 대회인 미드 시즌 컵에 참여했으며 조별리그 1승 2패를 기록했다. 서머 시즌에는 13승 5패를 기록하면서 4위를 차지했고 와일드카드 경기에서 아프리카 프릭스에 1-2로 패배하면서 최종 순위 5위를 기록했다. 한편 선발전에서 젠지에 0-3으로 패배하면서 월즈 진출에 실패했다. 선발전 종료 후 김정수 감독은 T1의 감독직에서 물러났다.

### 양대인 감독 시절 (2021)
2021시즌을 앞두고 담원의 월드 챔피언십 우승을 이끈 양대인과 Zefa 이재민 듀오를 감독과 코치로 임명했다. 또한 Effort 이상호 선수가 샌드박스로 이적했고 DRX의 주전 서포터였던 Keria 류민석을 영입했다. 또한 지난 시즌에 콜업을 했던 Ellim 최엘림, Clozer 이주현, Gumayusi 이민형을 모두 로스터에 잔류시켰으며 유스에서 Zeus 최우제 선수와 Oner 문현준 선수를 콜업했다. 스프링 시즌 동안 11승 7패를 기록하면서 정규시즌 4위를 기록했으나 오락가락한 경기력을 보여주었고 시즌 동안 여러 선수들을 돌려쓰는 돌림판 운영이 화제를 모으기도 했다. 포스트 시즌 1라운드에서 DRX를 상대로 3-1로 승리를 거두면서 2R에 진출했지만 2라운드에서 0-3으로 패배하면서 탈락했다. 서머 시즌에는 1라운드에 5승 4패를 기록했으나 경기력이 불안정하다는 평가를 받았다. 이에 6주차를 앞두고 양대인 감독과 이재민 코치가 경질되었다. 잔여 경기는 Stardust 손석희 코치가 감독대행을 맡아 시즌을 치렀으며 11승 7패를 기록하면서 정규리그 4위를 기록했다. 플레이오프 1라운드에서 리브 샌드박스를 상대로 3-0으로 승리하면서 2R에 진출했으며 2라운드에서 Gen.G를 상대로 3-1 승리를 거두면서 결승전에 진출했다. 하지만 결승전에서 담원 기아에 1-3으로 패배하면서 준우승에 머물렀다. 월드 챔피언십 선발전 결과 3시드로 대회에 참여하는 것이 확정되었으며 월드 챔피언십은 서머 시즌 중반부터 확정된 로스터인 Canna 김창동, Oner 문현준, Faker 이상혁, Gumayusi 이민형, Keria 류민석을 주전으로 하여 대회에 참여하게 되었다. 월즈 그룹 스테이지에서 5승 1패를 기록하면서 1위로 통과했고 8강에서 만난 한화생명 e스포츠를 상대로 3-0 승리를 거두면 4강전에 진출했다. 하지만 4강에서 담원 기아를 상대로 2-3으로 패배하면서 탈락했다.

### 제오페구케 (2022~2024)
2022시즌을 앞두고 주전에서 밀린 Cuz문우찬, Teddy 박진성, Clozer 이주현 선수가 타 팀으로 이적했으며 주전 탑 라이너인 Canna 김창동 선수가 농심 레드포스로 이적했다. 이에 주전 탑 라이너로 Zeus 최우제를 낙점하면서 제우스, 오너, 페이커, 구마유시, 케리아 제오페구케를 주전 라인업으로 확정했다. 스프링 시즌 T1은 18승 0패로 정규시즌 무패를 달성했으며 포스트 시즌 2R에서 광동을 상대로 3-0 승리를 거두면서 결승에 진출했다. 이어진 Gen.G와의 결승도 3-1로 승리를 거두면서 팀 통산 10번째 우승을 달성했다. 스프링 시즌 우승으로 참여한 MSI 대회에서 그룹 스테이지를 6승으로 통과하고 럼블스테이지를 7승 3패의 성적을 기록하면서 2위로 4강전에 진출했다. 4강전에서 G2를 상대로 3-0 승리를 거두면서 결승에 진출했으나 결승전에서 만난 RNG를 상대로 2-3으로 패배를 하면서 대회 준우승을 기록했다. 서머 시즌에는 15승 3패를 기록하면서 정규리그 2위를 달성했으며 PO 2라운드에서 담원 기아에 3-2 승리를 거두면서 결승전에 진출했다. 하지만 결승전에서 Gen.G를 상대로 0-3 패배를 당하면서 준우승에 그쳤다. 월드 챔피언십 2022에 진출이 확정되었으며 그룹 스테이지를 5승 1패로 통과하면서 8강전에 진출했다. 8강전에서도 RNG를 3-0으로 제압했으며 4강전에서 징동 게이밍을 만나 3-1로 승리를 거두면서 2017시즌 이후 5년만에 월즈 결승에 진출했다. 하지만 결승전에서 DRX에 2-3으로 패배하면서 준우승을 거두었다.
2023시즌을 앞두고 로스터를 유지했다. 스프링 시즌 2라운드 전승을 포함해 정규리그 17승 1패를 기록하면서 1위로 포스트시즌에 진출했다. 포스트시즌에서는 플레이오프 2라운드에서 KT 롤스터를, 승자전에서 Gen.G를 꺾고 결승전에 진출했으나 결승전에서 다시 만난 젠지에 1-3으로 패배하면서 준우승에 머물렀다. 스프링 시즌 준우승으로 참가한 MSI에서 매드 라이온즈와 젠지를 꺾고 상위조 결승에 올랐으나 상위조 결승에서 징동에 2-3으로 패배하고 하위조 결승에서 BLG 핑안은행에 1-3으로 패배하면서 3위로 대회를 마쳤다. 한편 서머 시즌에는 1라운드에서 6승 3패를 기록했으나 Faker 이상혁 선수가 손목 부상으로 인해 로스터에서 이탈한 이후 부진에 빠지기도 했다. 그러나 페이커의 복귀 이후 2연승을 달리며 9승 9패, 5위를 기록하였다. 포스트시즌에서는 Dpuls KIA와 KT 롤스터를 제압하고 승자전에 올랐으나 승자전에서는 젠지에 2-3으로 패배했다. 하지만 최종전에서 3-2로 승리를 거두면서 서머 시즌 결승에 진출했다. 결승에 젠지를 상대로 0-3으로 패배하면서 LCK 3시즌 연속 준우승에 머물렀다. 2022년 월드 챔피언십에 진출했으며 스위스 스테이지에서 3승 1패를 기록하면서 4라운드째에 8강에 진출했다. 8강 LNG e스포츠전을 앞두고 다른 LCK 팀들이 모두 탈락하면서 LCK의 희망으로 떠올랐고 LNG를 상대로 3-0 승리를 거두면서 4강에 진출했다. 4강전에서도 강력한 우승 후보인 징동 게이밍을 만나 3-1로 승리를 거두면서 결승에 진출했으며 결승에서 웨이보 게이밍을 상대로 3-0으로 승리하면서 2016년 이후 7년만에 통산 4번째 월즈 우승을 달성했다.

## 연혁

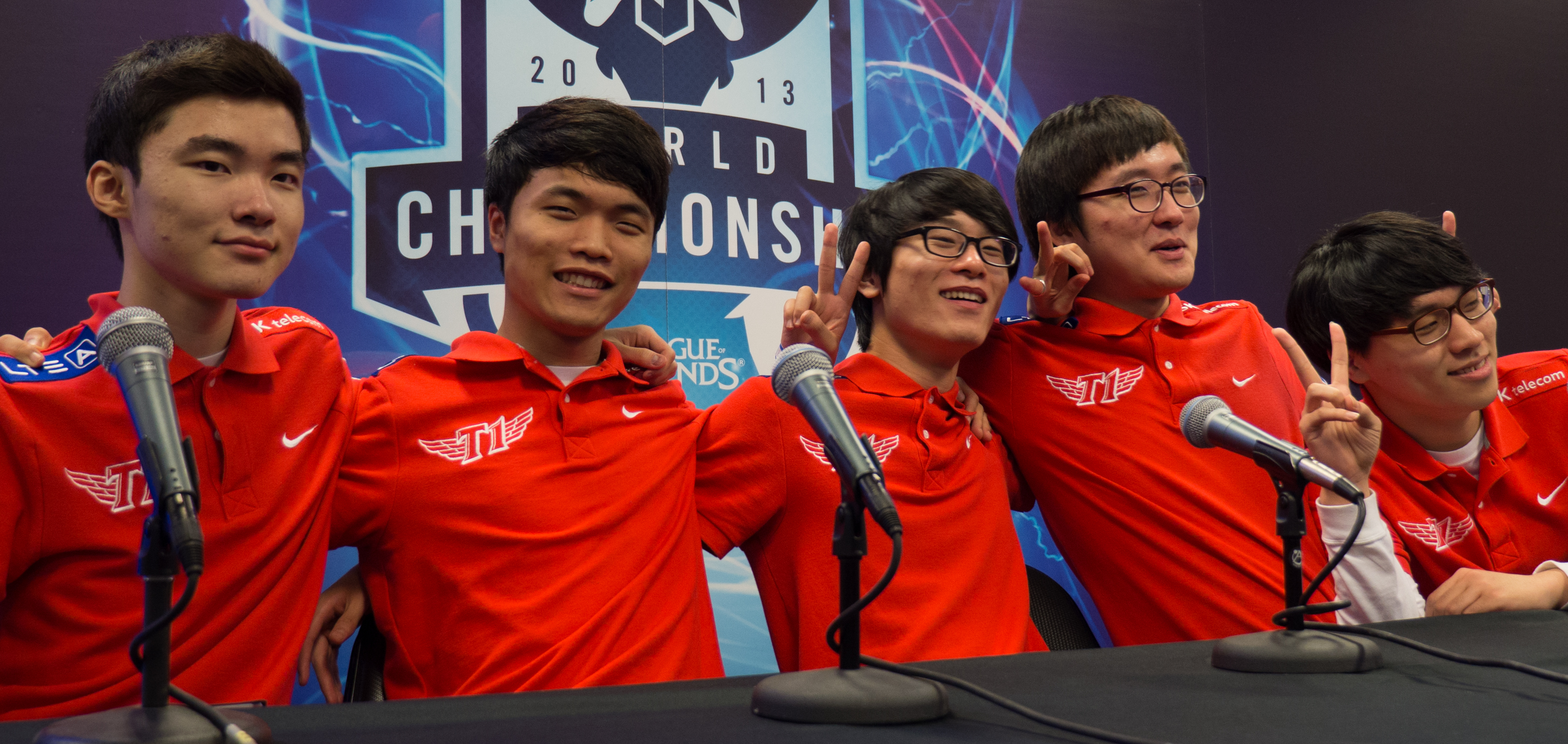
시즌 3 월드 챔피언십 우승 (2013)

### SK텔레콤 T1 K
- 2013년 6월 OLYMPUS the Champions Spring 2013 3위
- 2013년 8월 2013 핫식스 리그 오브 레전드 챔피언스 코리아 서머 우승
- 2013년 10월 리그 오브 레전드 월드 챔피언십 시즌3 우승
- 2014년 1월 PANDORA TV 리그 오브 레전드 챔피언스 코리아 윈터 2013-2014 우승
- 2014년 2월 2013 대한민국 e-스포츠 대상 리그 오브 레전드 부문 최우수 e-스포츠 팀
- 2014년 2월 2013 대한민국 e-스포츠 대상 대상
- 2014년 5월 2014 리그 오브 레전드 올스타 인비테이셔널 우승
- 2014년 8월  IT ENJOY NLB Summer 2014 우

### SK텔레콤 T1

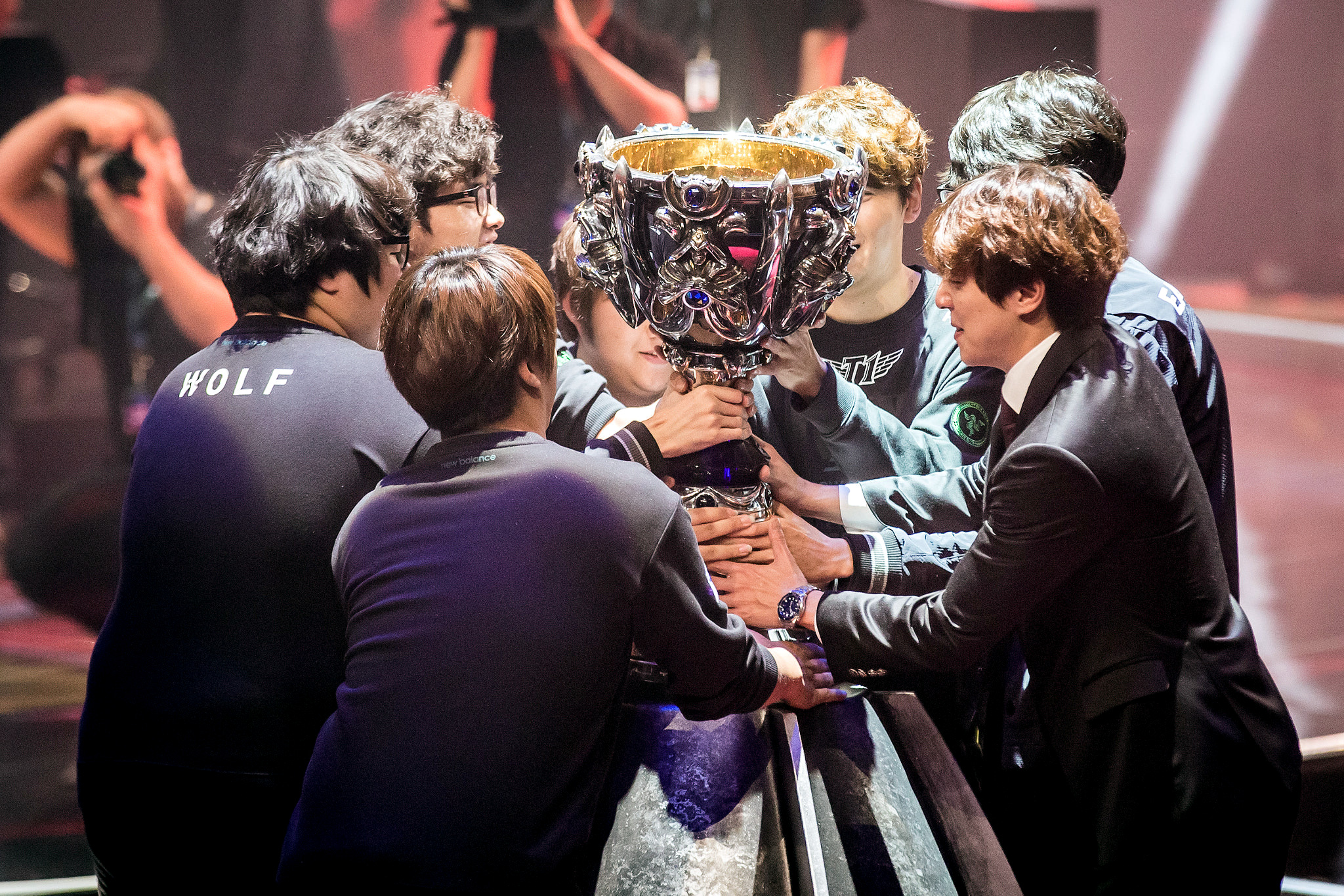
2015 월드 챔피언십 우승

- 2014년 5월 SK텔레콤 LTE-A LoL 마스터즈 2014 준우승
- 2015년 4월 2015 SBENU 리그 오브 레전드 챔피언스 코리아 스프링 우승
- 2015년 5월 미드 시즌 인비테이셔널 2015(MSI) 준우승
- 2015년 8월 2015 SBENU 리그 오브 레전드 챔피언스 코리아 서머 스플릿 우승
- 2015년 10월 리그 오브 레전드 월드 챔피언십 2015 우승
- 2015년 11월 네이버 2015 LoL KeSPA컵 4강
- 2015년 11월 2015 대한민국 e-스포츠 대상 리그 오브 레전드 부문 최우수 e-스포츠 팀
- 2016년 3월 IEM10 카토비체 리그 오브 레전드 월드 챔피언십 우승
- 2016년 4월 2016 롯데-꼬깔콘 리그 오브 레전드 챔피언스 코리아 스프링 스플릿 우승
- 2016년 5월 미드 시즌 인비테이셔널 2016(MSI) 우승
- 2016년 8월 2016 코카콜라-제로 리그 오브 레전드 챔피언스 코리아 서머 스플릿 3위
- 2016년 10월 리그 오브 레전드 월드 챔피언십 2016 우승
- 2016년 11월 2016 LoL KeSPA컵 4강
- 2016년 11월 2016 대한민국 e-스포츠 대상 리그 오브 레전드 부문 최우수 e-스포츠 팀
- 2017년 4월 2017 리그 오브 레전드 챔피언스 코리아 스프링 스플릿 우승
- 2017년 5월 미드 시즌 인비테이셔널 2017(MSI) 우승
- 2017년 7월 2017 리그 오브 레전드 리프트 라이벌즈 준우승(LCK 스프링 스플릿 1위 자격 출전)
- 2017년 8월 2017 리그 오브 레전드 챔피언스 코리아 서머 스플릿 준우승
- 2017년 11월 리그 오브 레전드 월드 쳄피언십 2017 준우승
- 2017년 12월 2017 LoL KeSPA컵 4강
- 2018년 4월 2018 리그 오브 레전드 챔피언스 코리아 스프링 스플릿 4위
- 2018년 7월 2018 리그 오브 레전드 리프트 라이벌즈 준우승(LCK 스프링 스플릿 4위 자격 출전)
- 2018년 8월 2018 리그 오브 레전드 챔피언스 코리아 서머 스플릿 7위
- 2018년 12월 2018 LoL KeSPA컵 8강
- 2019년 4월 2019 스무살 우리 리그 오브 레전드 챔피언스 코리아 스프링 스플릿 우승
- 2019년 5월 미드 시즌 인비테이셔널 2019(MSI) 4강
- 2019년 7월 2019 리프트 라이벌즈 우승 (LCK 1위팀 자격)
- 2019년 8월 2019 우리은행 리그 오브 레전드 챔피언스 코리아 서머 스플릿 우승
- 2019년 11월 리그 오브 레전드 월드 챔피언십 2019 4강

### T1

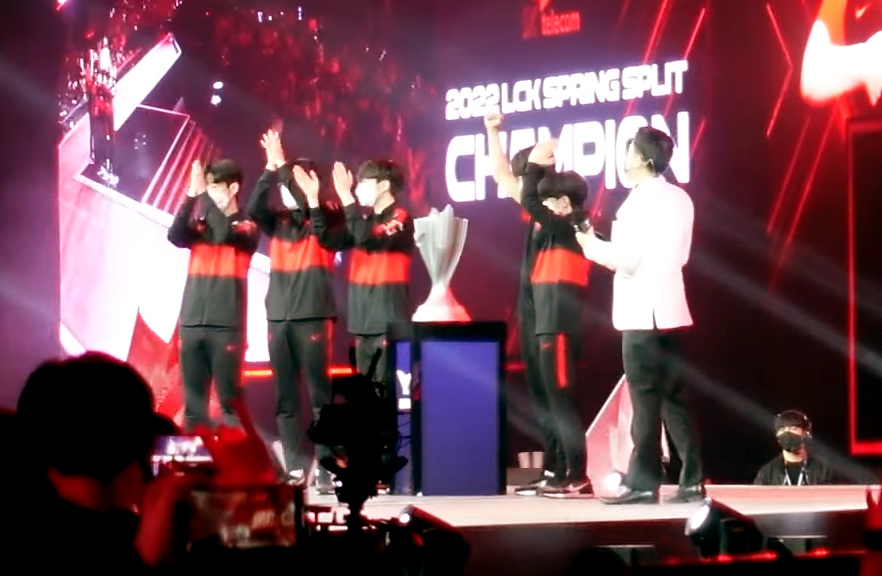
2022 LCK 스프링 전승 우승

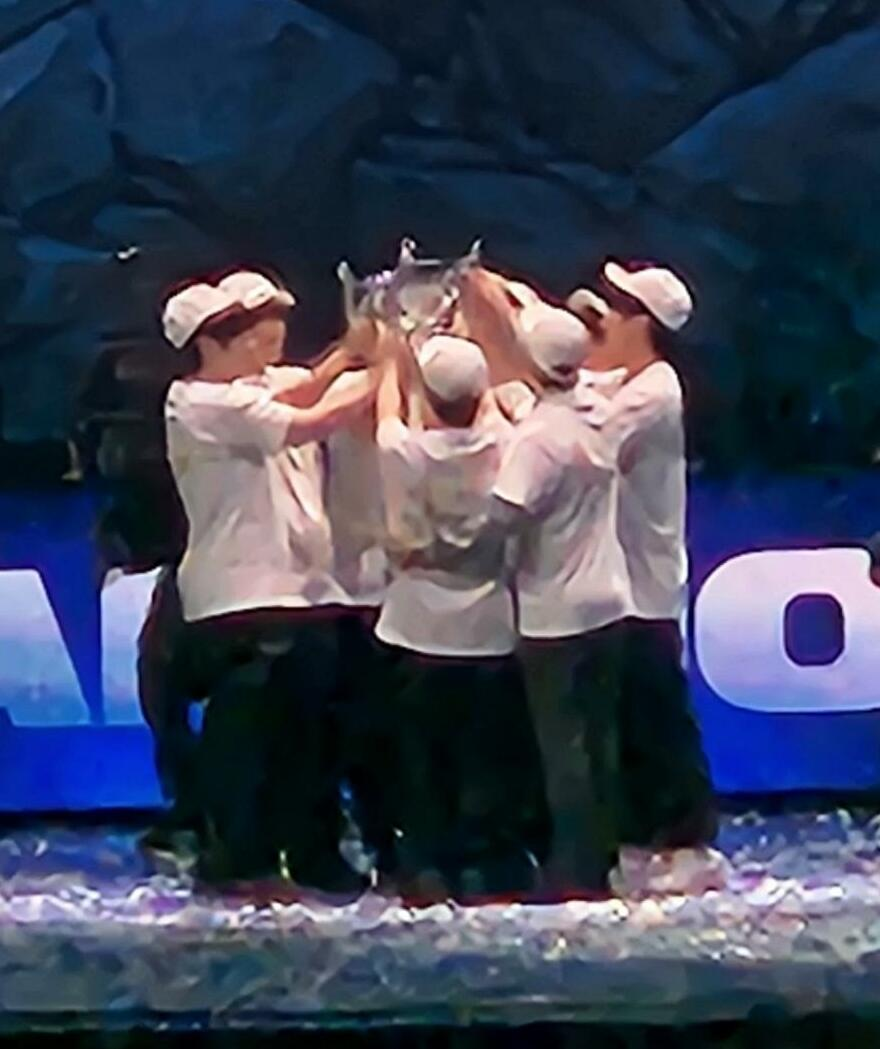
2023 월드 챔피언십 우승

- 2020년 1월 2019 LoL KeSPA컵 4강
- 2020년 1월 2019 e스포츠 명에의 전당 헌액식 올해의 e스포츠 팀
- 2020년 4월 2020 리그 오브 레전드 챔피언스 코리아 스프링 우승
- 2020년 5월 2020 미드 시즌 컵 조별리그
- 2020년 8월 2020 리그 오브 레전드 챔피언스 코리아 서머 5위
- 2020년 12월 2020 LoL KeSPA컵 B조 4위
- 2021년 4월 2021 리그 오브 레전드 챔피언스 코리아 스프링 4위
- 2021년 8월 2021 리그 오브 레전드 챔피언스 코리아 서머 준우승
- 2021년 10월 리그 오브 레전드 월드 챔피언십 2021 4강
- 2022년 4월 2022 리그 오브 레전드 챔피언스 코리아 스프링 우승
- 2022년 5월 2022 미드 시즌 인비테이셔널 준우승
- 2022년 8월 2022 리그 오브 레전드 챔피언스 코리아 서머 준우승
- 2022 8월 올해의 브랜드 대상 e-스포츠팀 부문 수상
- 2022년 10월 리그 오브 레전드 월드 챔피언십 2022 준우승
- 2023년 11월 리그 오브 레전드 월드 챔피언십 2023 우승
- 2024년 11월 리그 오브 레전드 월드 챔피언십 2024 우승

### T1 챌린저스 (2군)
- 2021년 4월 2021 LCK 챌린저스 리그 스프링 우승
- 2021년 6월 2021 LCK 챌린저스 리그 서머 10위
- 2022년 3월 2022 LCK 챌린저스 리그 스프링 5위
- 2022년 8월 2022 LCK 챌린저스 리그 서머 3위

## 소속 선수

### 1군
- 2025시즌 기준

| 포지션 | 이름   | 소환사명 | 비고 |
| ------ | ------ | -------- | ---- |
| 탑     | 최현준 | Doran    |      |
| 정글   | 문현준 | Oner     |      |
| 미드   | 이상혁 | Faker    |      |
| AD캐리 | 이민형 | Gumayusi |      |
| 서포터 | 류민석 | Keria    |      |

### 2군
- 2025시즌 기준

| 포지션 | 이름   | 소환사명 | 비고 |
| ------ | ------ | -------- | ---- |
| 탑     | 심수현 | Heatae   |      |
| 정글   | 구관모 | Guwon    |      |
| 미드   | 윤성원 | Poby     |      |
| 미드   | 문성원 | Guti     |      |
| AD캐리 | 신금재 | Smash    |      |
| AD캐리 | 김유준 | Cypher   |      |
| 서포터 | 문현호 | Cloud    |      |

## 역대 감독
| 대수   | 이름   | 기간      | 비고 |
| ------ | ------ | --------- | ---- |
| 1대    | 최병훈 | 2015-2017 |      |
| 2대    | 김정균 | 2018-2019 |      |
| 3대    | 김정수 | 2020      |      |
| 4대    | 양대인 | 2021      |      |
| (대행) | 손석희 | 2021      |      |
| 5대    | 최성훈 | 2022      |      |
| 6대    | 배성웅 | 2022-2023 |      |
| (대행) | 임재현 | 2023      |      |
| 7대    | 김정균 | 2024-     |      |